# Pseudophoxinus fahrettini
Espèce
Statut de conservation UICN

 EN B2ab(ii,iii) : En danger
Pseudophoxinus fahrettini (Pisidian spring minnow  en anglais) est un poisson d'eau douce de la famille des Cyprinidae.

## Répartition
Pseudophoxinus fahrettini est endémique du bassin du Köprüçay en Turquie.

## Description
La taille maximale connue pour Pseudophoxinus fahrettini est de 105 mm.

## Étymologie
Son nom spécifique, fahrettini, lui a été donné en l'honneur de Fahrettin Küçük, zoologiste turc à la Süleyman Demirel University, en reconnaissance de sa contribution à la connaissance des poissons du centre de l'Anatolie.

## Publication originale
- Freyhof & Özuluğ, 2010 : Pseudophoxinus fahrettini, a new species of spring minnow from Central Anatolia (Teleostei: Cyprinidae). Ichthyological Exploration of Freshwaters, vol. 20, n. 4, p. 325-332[5] (introduction).